# 소다랑도
소다랑도(小多浪島)는 전라남도 완도군 금일읍에 있는 섬이다. 특정도서로 지정하여 관리되고 있다.

## 특정도서
소다랑도는 자금우 및 보호야생식물인 고란초 서식하고, 조간대 발달 및 해조류가 풍부하여 독도 등 도서지역의 생태계보전에 관한 특별법에 의거 특정도서로 지정되었다.
- 지정번호 : 제63호
- 면적 : 19,636m2
- 지번 : 전라남도 완도군 금일읍 사동리 산150-1